# 澎湖縣公車
澎湖縣公車是指臺灣澎湖縣之公車路線，澎湖本島的路線由澎湖縣政府轄下的「公共車船管理處」負責營運，營運範圍包括馬公市、湖西鄉、白沙鄉和西嶼鄉，共14條路線，望安鄉和七美鄉等離島的公車路線則分別由望安鄉公所和七美鄉公所經營。外地旅客則可使用多卡通電子票證、車站購票方式乘車，自2024年10月起，澎湖縣政府推出「澎湖版TPASS紀念卡」，設籍澎湖縣民可免費申辦，可綁定公車月票卡方案或車船月票卡方案（需另外付費）。

## 路線

### 澎湖本島

馬公總站

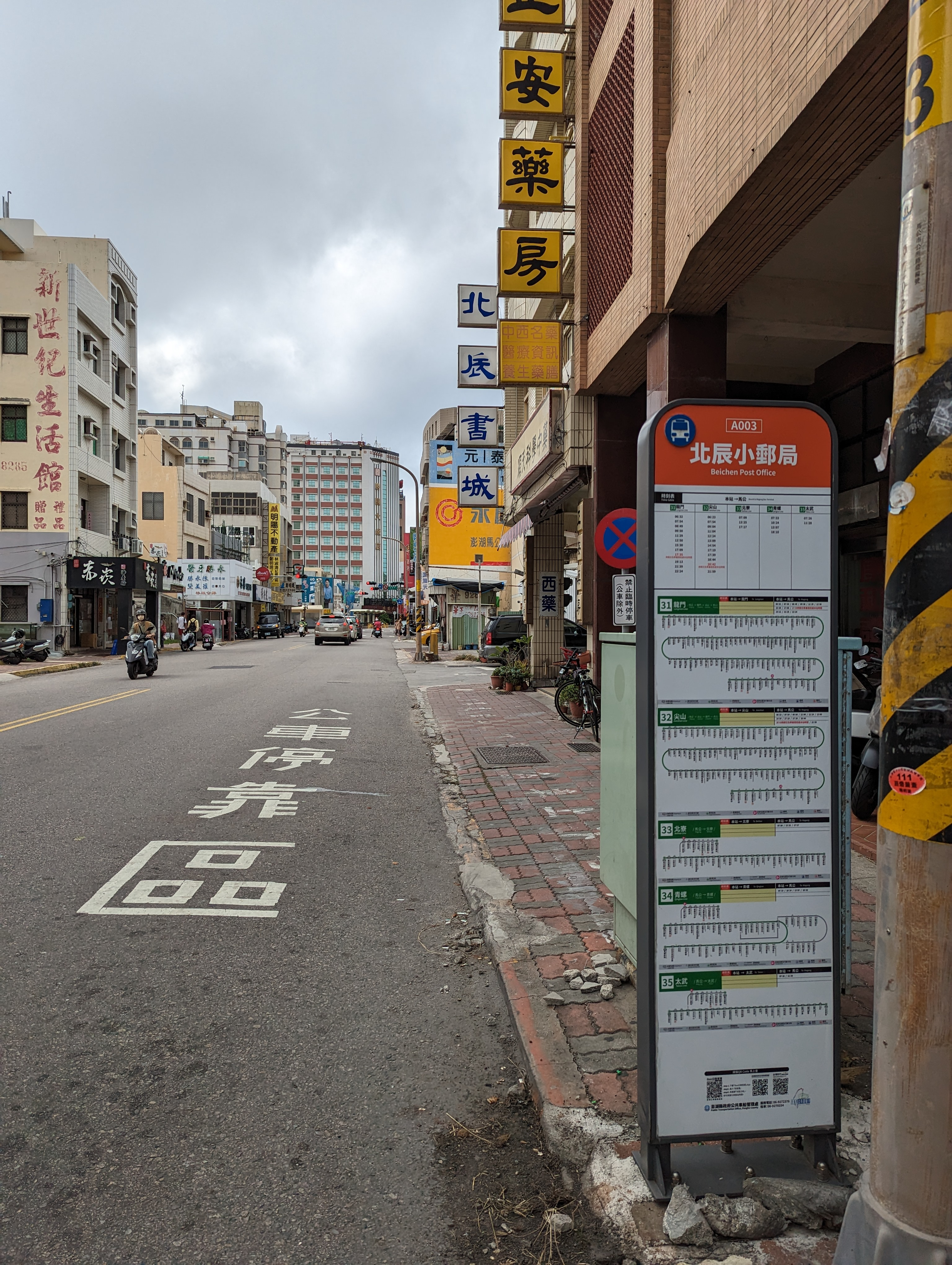
公車站牌

澎湖本島的公車路線由「澎湖縣政府公共車船管理處」營運，管理處辦公室位於澎湖縣馬公市光華里200號；位於馬公市區的公車轉運中心（俗稱「公車總站」）則位於馬公市民族路58-1號，公車總站原址為台灣清領時期澎湖廳城拱辰門（北門）所在位置。澎湖本島公車路線悉由馬公總站發車，回程終點站亦均為馬公總站，下列路線圖發佈於2017年10月17日：
| 代表色 | 紅色（Red），行經馬公市區、澎南區北端，和湖西鄉西南隅。 | 紅色（Red），行經馬公市區、澎南區北端，和湖西鄉西南隅。 | 紅色（Red），行經馬公市區、澎南區北端，和湖西鄉西南隅。 | 紅色（Red），行經馬公市區、澎南區北端，和湖西鄉西南隅。 | 紅色（Red），行經馬公市區、澎南區北端，和湖西鄉西南隅。 |
| 編號   | 0W                                                      | 0E                                                      | 11                                                      | 12                                                      | 13                                                      |
| 路線   | 零西線                                                  | 零東線                                                  | 烏崁線                                                  | 前寮線                                                  | 光華線                                                  |
| 英文   | Route 0 West                                            | Route 0 East                                            | Wukan Line                                              | Qianliao Line                                           | Guanghua Line                                           |
| 路線圖 |                                                         |                                                         |                                                         |                                                         |                                                         |
| 備註   |                                                         |                                                         | 經機場                                                  |                                                         |                                                         |

| 代表色 | 黃色（Yellow），行經馬公市澎南區。 | 黃色（Yellow），行經馬公市澎南區。 |
| 編號   | 51                                 | 52                                 |
| 路線   | 風櫃線                             | 山水線                             |
| 英文   | Fenggui Line                       | Shanshui Line                      |
| 路線圖 |                                    |                                    |

| 代表色 | 綠色（Green），行經湖西鄉（不含沙港村、許家村、鼎灣村、潭邊村、中西村、東石村）。 | 綠色（Green），行經湖西鄉（不含沙港村、許家村、鼎灣村、潭邊村、中西村、東石村）。 | 綠色（Green），行經湖西鄉（不含沙港村、許家村、鼎灣村、潭邊村、中西村、東石村）。 | 綠色（Green），行經湖西鄉（不含沙港村、許家村、鼎灣村、潭邊村、中西村、東石村）。 | 綠色（Green），行經湖西鄉（不含沙港村、許家村、鼎灣村、潭邊村、中西村、東石村）。 |
| 編號   | 31                                                                                | 32                                                                                | 33                                                                                | 34                                                                                | 35                                                                                |
| 路線   | 龍門線                                                                            | 尖山線                                                                            | 北寮線                                                                            | 青螺線                                                                            | 太武線                                                                            |
| 英文   | Longmen Line                                                                      | Jianshan Line                                                                     | Beiliao Line                                                                      | Qingluo Line                                                                      | Taiwu Line                                                                        |
| 路線圖 |                                                                                   |                                                                                   |                                                                                   |                                                                                   |                                                                                   |
| 備註   | 經機場                                                                            | 經機場                                                                            |                                                                                   | 經機場                                                                            | 經機場                                                                            |

| 代表色 | 藍色（Blue），行經西嶼鄉、白沙鄉和湖西鄉北端（沙港村、許家村、鼎灣村、潭邊村、中西村、東石村）。 | 藍色（Blue），行經西嶼鄉、白沙鄉和湖西鄉北端（沙港村、許家村、鼎灣村、潭邊村、中西村、東石村）。 | 藍色（Blue），行經西嶼鄉、白沙鄉和湖西鄉北端（沙港村、許家村、鼎灣村、潭邊村、中西村、東石村）。 |
| 編號   | 21                                                                                               | 22                                                                                               | 23                                                                                               |
| 路線   | 外垵線                                                                                           | 通梁線                                                                                           | 沙港線                                                                                           |
| 英文   | Waian Line                                                                                       | Tongliang Line                                                                                   | Shagang Line                                                                                     |
| 路線圖 |                                                                                                  |                                                                                                  |                                                                                                  |

### 望安島
望安島上公車由澎湖縣政府委辦望安鄉公所辦理，主要提供往返潭門港與鄉公所之間的大眾運輸，車輛由澎湖車船處提供，供鄉民免費搭乘。

### 七美島
七美島環島公車每日一往返，由澎湖縣政府委辦七美鄉公所辦理，車輛由車船處提供1輛、七美鄉公所自備1輛（自用車，非屬公共汽車），2輛交替使用，供鄉民免費搭乘。

## 外部連結
- 澎湖縣公共車船管理處的Facebook專頁
- 澎湖縣公共車船管理處 （页面存档备份，存于）
- 澎湖即時公車時刻表-鄉民版 （页面存档备份，存于）